# Opsine
Opsine (cyr. Опсине) – wieś w Bośni i Hercegowinie, w Republice Serbskiej, w mieście Doboj. W 2013 roku liczyła 230 mieszkańców.